# Larry Wu-tai Chin
Larry Wu-tai Chin (en chinois simplifié : 金无怠 ; chinois traditionnel : 金無怠 ; pinyin : Jīn Wúdài), né en 1922 à Pékin et mort le 22 février 1986 à Manassas est un traducteur en langues chinoises travaillant pour le compte du Foreign Broadcast Information Service de la Central Intelligence Agency (CIA),.
Désormais qualifié d'espion, il fut jugé puis condamné pour avoir vendu des documents classifiés à la République populaire de Chine de 1952 à 1985.

## Biographie
Né en 1922 à Pékin, en République populaire de Chine, Chin a tenté d'entrer à l'université Yenching.

## Carrière

### Dans l'US Army
Chin effectua son service comme traducteur dans l'US Army pendant la guerre de Corée, une époque à laquelle on suppose qu'il eut ses premiers contacts avec les services de renseignement chinois. Il pourrait avoir donné des informations aux Chinois au sujet des prisonniers de guerre capturés par les Américains, les Sud-Coréens et les forces des Nations unies.
Il « déforma » également la traduction des renseignements qu'il obtenait de ces mêmes prisonniers de guerre chinois, menant à la perte de nombreux hommes des forces américaines et à des manquements d'opportunités tactiques. Beaucoup de ces soldats chinois avaient en fait tenté de faire défection vers la Corée du Sud. Chin livra également aux Chinois les noms des soldats chinois qui révélaient des informations ou tentaient de quitter leur pays par le biais de la défection. Les Chinois n'avaient ensuite qu'à spécifiquement désigner ces soldats par leur nom en demandant leur libération et leur retour en Chine, avant que les négociations d'armistice ne puissent commencer. Ces actions retardèrent le processus de négociations pendant plus d'un an, laissant gonfler encore le nombre de vies perdues au combat.

### À la CIA
À la suite de son service dans l'armée, Chin se présenta et fut accepté au sein de la Central Intelligence Agency (CIA). D'après No Kum-sok, le pilote nord-coréen qui fit défection avec un MiG-15 (voir : Opération Moolah), Larry Chin était l'un de ses gestionnaires à la CIA après sa défection.
Pendant sa longue période de service en tant qu'espion, Chin semblerait avoir été grassement payé pour ses services. Son efficacité dans le blanchiment de ses bénéfices pour espionnage sont réputées comme étant sans égal. Chin acheta des appartements et des logements dans les zones défavorisées de Baltimore, dans le Maryland, et fit d'énormes bénéfices comme marchand de sommeil. Il cultiva également une réputation de séducteur avec une addiction pour les paris et jeux d'argent. Il a été estimé plus tard que, bien que Chin montrait des signes de jeu pathologique, il n'avait finalement pas tellement employé ses gains d'argent issus de l'espionnage pour financer des banquets de paris extravagants. En fait il cultiva plutôt une personnalité de riche parieur pour couvrir ses rentrées massives d'argent inexpliquées issues de l'espionnage, sans éveiller les soupçons de ses collègues de travail ou ses supérieurs hiérarchiques.
Quelques collaborateurs de Chin à la CIA avaient noté des comportements suspects de ce dernier, en particulier son train de vie, qui ne collait pas vraiment à ce que l'on pourrait attendre de la part d'un salarié de la CIA. Mais ces suspicions furent habilement dissipées par les témoignages des amis et collègues de Chin, qui avaient fait des paris avec lui et l'avaient occasionnellement vu gagner de grosses sommes. Pendant son service dans l'US Army ou la CIA, Chin ne fut pas une seule fois suspecté d'espionnage ou placé sous surveillance. En fait, en 1980, Chin reçut même une médaille de la part de la CIA pour son long et remarquable service.

## Espionnage
Les premiers soupçons d'espionnage n'apparurent que cinq ans plus tard. Il fut arrêté en novembre 1985, puis placé en détention à la prison du comté du Prince-William, alors que l'United States Marshals Service plaçait habituellement les personnes suspectées d'espionnage dans les prisons des comtés de la zone de Washington.
Cette même année, Larry Chin fut accusé d'espionnage pour le compte de la Chine. Le premier chef d'accusation d'espionnage déclarait Chin suspect d'avoir conspiré avec les agents de renseignement chinois, pour leur transmettre des documents relatifs à la Défense potentiellement dangereux pour les intérêts américains ou avantageux pour ceux de la Chine. Le deuxième chef d'accusation déclarait spécifiquement Chin suspect d'avoir transmis à un agent étranger, en 1952, l'emplacement des camps de prisonniers en Corée où les prisonniers chinois étaient détenus.
En 1986, Chin fut condamné à une lourde peine de prison pour espionnage et évasion fiscale. Chin reconnut sa culpabilité pour les actes d'espionnage, mais affirma ensuite que ses activités avaient eu pour but de favoriser la réconciliation entre la Chine et les États-Unis. Chin affirma qu'il accepterait complètement de coopérer avec la justice américaine, afin d'éviter des charges supplémentaires.
En raison de l'efficacité remarquable de Chin dans le blanchiment d'argent, il est toujours impossible de déterminer combien d'argent Chin a reçu des Chinois pour ses activités d'espionnage. Chin a en effet « converti » la majeure partie de cet argent en biens immobiliers, comme l'ont prouvé ses achats dans les zones défavorisées de Baltimore. Il a été estimé que ses gains auraient avoisiné les 1 million de dollars, faisant de lui l'un des cinq uniques espions américains connus à avoir emmagasiné autant d'argent grâce à des activités d'espionnage, les quatre autres étant Aldrich Ames, Clyde Conrad (en), Robert Hanssen et John Walker.

## Décès
Le jour de sa condamnation, lorsque les gardes arrivèrent à la cellule de Chin dans la prison du centre de détention régional du comté du Prince-William pour l'amener au tribunal, ils le trouvèrent sans vie, avec un sac plastique sur la tête,. Une autopsie conclut que Chin s'était donné la mort dans sa cellule. Son corps fut enterré dans l'Alta Mesa Memorial Park (en), à Palo Alto, en Californie.